# Paweł Maria Niemkiewicz
Paweł Maria Niemkiewicz (ur. 23 grudnia 1960 w Przemyślu, zm. 21 maja 2014 w Jarosławiu) – polski samorządowiec, urzędnik i dziennikarz, działacz opozycji demokratycznej w PRL, w 1990 wicewojewoda przemyski.

## Życiorys
Syn	Lidii oraz Bronisława Mariana (1925–2013), także działacza opozycyjnego i związkowego. Od 1982 do 1989 studiował socjologię na Uniwersytecie Jagiellońskim. Od 1981 pracował w międzyzakładowej Komisji Związkowej „Solidarności”, m.in. jako redaktor dwutygodnika „Do Rzeczy” oraz korespondent z I Krajowego Zjazdu Delegatów „S”. Od 1982 do 1988 współpracownik podziemnej grupy NSZZ „Solidarność” w Jarosławiu, zajmował się przewozem i kolportażem prasy bezdebitowej z Krakowa do Jarosławia (m.in. „Zeszyty Historyczne”, „Tygodnik Mazowsze”, „KOS”, „Małopolska”). Był również wydawcą takich tytułów, jak „Tędy”, „Pogląd” czy „brulion”. W marcu 1985 aresztowany, następnie przetrzymywany w Regionalnym Urzędzie Spraw Wewnętrznych w Jarosławiu i Areszcie Śledczym w Przemyślu. W maju 1985 skazany przez Sąd Rejonowy w Jarosławiu na rok pozbawienia wolności w zawieszeniu, a także zawieszony na rok w prawach studenta. Autor tomiku wierszy pt. Wewnątrz wydanego przez Bibliotekę „Miesięcznika Małopolskiego” (1988). Przez wiele lat rozpracowywany w ramach akcji Komendy Wojewódzkiej Milicji Obywatelskiej i Regionalnego Urzędu Spraw Wewnętrznych.
W latach 1989–1990 członek Komitetu Obywatelskiego Ziemi Jarosławskiej, w tym okresie także dziennikarz tygodnika „San”. Współorganizował struktury związkowe i prasę regionalną w regionie Jarosławia oraz uczestniczył w kampanii wyborczej w 1989. Działał także jako członek władz rzeszowskiego oddziału Międzynarodowej Federacji Dziennikarzy. Od 1 marca do 9 czerwca 1990 pełnił funkcję wicewojewody przemyskiego, następnie do 1992 kierował Wydziałem Kultury, Oświaty i Sportu Urzędu Miasta w Jarosławiu. Od 1992 do 2007 wykonywał zawód syndyka, następnie od 2007 do 2014 pozostawał wicedyrektorem Powiatowego Urzędu Pracy w Jarosławiu. W 2010 wybrany radnym powiatu jarosławskiego z listy Prawa i Sprawiedliwości.
Zmarł po długiej chorobie. Pochowany 23 maja 2014 na Cmentarzu Miejskim w Jarosławiu.

## Odznaczenia
Odznaczony Krzyżem Kawalerskim Orderu Odrodzenia Polski (2013) za wybitne zasługi w działalności na rzecz przemian demokratycznych w Polsce, za osiągnięcia w podejmowanej z pożytkiem dla kraju pracy zawodowej i społecznej oraz Krzyżem Wolności i Solidarności (pośmiertnie, 2017).